# Ioan Topor
Ioan R. Topor (n. 1 decembrie 1885, com. Tudor Vladimirescu, județul Brăila – d. 22 iunie 1950, în timpul detenției în închisoarea Aiud) a fost un general român care a avut un rol principal în Holocaustul cetățenilor evrei soldat cu sute de mii de victime și al cetățenilor români de minoritate rom, cu peste 11.000 de victime. La finele lui 1944 a fost judecat și condamnat pentru crime de război. Ioan Topor a decedat în închisoare în 1950.

## Biografie
Studiile militare și le-a început la Școala fiilor de militari din Iași, după care a urmat Școala Militară de Ofițeri de Infanterie și Școala specială de cavalerie din București.
A trecut în Jandarmerie la 1 iulie 1907 și a primit confirmarea în corp la 6 iulie 1914. A comandat numeroase unități de jandarmi, precum pe cele din Botoșani, Ismail, Oradea, Cernăuți, Brașov, etc.
A fost avansat general de brigadă la 1 aprilie 1937, iar general de divizie la 22 octombrie 1942.
În anul 1940, generalul de divizie Ioan Topor a îndeplinit funcția de comandant al Jandarmeriei Române.
A fost comandantul Jandarmeriei armatei (poliția militară) care a acționat pe frontul de est, inclusiv a comandat unitățile de jandarmi, care au avut un rol principal în Holocaustul cetățenilor evrei, soldat cu sute de mii de victime și al cetățenilor români de minoritate romă, cu peste 11.000 de victime.
Numele de cod folosit de regimul antonescian ca echivalent al termenului german „soluția finală” a fost „Curățirea terenului”. Ordinul de „curățire a terenului”, de deportare și de exterminare a evreilor din Basarabia și Bucovina a fost dat de mareșalul Ion Antonescu, Conducătorul statului român. Pentru punerea în aplicare a acestei sarcini, „pentru înlăturarea elementului iudaic de pe teritoriul basarabean prin organizarea și acționarea de echipe, care să devanseze trupele române”, el a ales armata și jandarmeria, respectiv administrația civilă a armatei, reprezentată prin pretoratul militar - executantul acestor „ordine speciale” a fost marele pretor al Armatei, generalul Ioan Topor - și Inspectoratul General al Jandarmeriei, aflată sub comanda generalilor Constantin (Piki) Vasiliu, comandant al Jandarmeriei (1940 - 23 august 1944) ce va fi ulterior degradat, condamnat la moarte și executat pentru crime de război și Constantin Tobescu. Planul a fost pus în aplicare începând cu 9 iulie 1941.
La 29 august 1944 a fost pus la dispoziție, iar la 14 decembrie același an trecut în rezervă. La scurt timp după aceasta a fost arestat, acuzat, judecat și condamnat pentru crime de război.
Generalul de divizie Ioan Topor a fost trecut din oficiu în rezervă pentru limită de vârstă, începând cu data de 14 decembrie 1944.

## Decorații
- "Steaua României",
- "Coroana României",
- "Avântul Țării",
- "Crucea Comemorativă 1916-1918",
- "Crucea Meritul Sanitar",
- "Medalia Bărbăție și Credință"